# Vitriolverfahren
Das Vitriolverfahren ist das älteste Verfahren zur Herstellung von Schwefelsäure. Das Verfahren beruht auf der thermischen Zersetzung natürlich vorkommender Sulfate, den sogenannten Vitriolen. Auf Grund der nötigen hohen Temperaturen war das Verfahren kostspielig und wurde nach der Entwicklung von Alternativen schnell von diesen verdrängt. Es wurde erstmals in den Schriften des Alchemisten Dschābir ibn Hayyān aus dem 8. Jahrhundert erwähnt und wurde für die Produktion von Oleum bis zur Entwicklung des Kontaktverfahrens 1870 eingesetzt.

## Geschichte

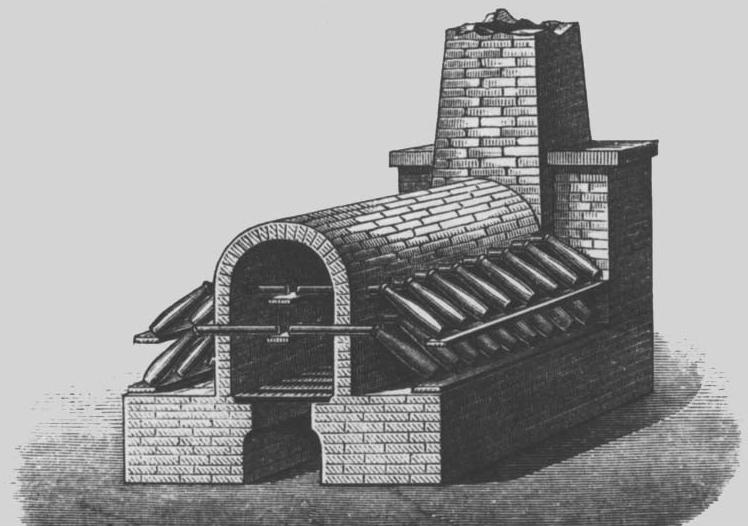
Galeerenofen, wie er für das Vitriolverfahren eingesetzt wurde

Nach der ersten Erwähnung bei Dschābir ibn Hayyān wird das Verfahren von den Alchemisten Albertus Magnus und Basilius Valentinus genauer beschrieben. Diese nennen Alaun und Chalkanthit (Kupfervitriol) als Rohstoffe. Ab dem 16. Jahrhundert wird auf Grund größerer Nachfrage nach Schwefelsäure das Vitriolverfahren im industriellen Maßstab angewendet. Nach dem Schwerpunkt der Produktion in Nordhausen wurde das Produkt Nordhäuser Vitriol genannt. Hierbei wurde in der Regel Eisen(II)-sulfat (Eisenvitriol, FeSO4 · 7 H2O) als Rohstoff eingesetzt. Dieses wurde in Retorten erhitzt und in Schwefeltrioxid überführt, aus dem man dann mit Wasser die Schwefelsäure erhielt, die als Vitriolöl bezeichnet wurde. Mehrere Retorten wurden in Galeerenöfen, die zum Teil mehrstöckig waren, parallel betrieben, um größere Mengen Vitriolöl zu erhalten. In der Mitte des 19. Jahrhunderts waren die Vitriolhütten der Firma Starck, gegründet von Johann David von Starck, im Böhmerwald am bedeutendsten. Hier wurden 1873 bis zu 120 Galeerenöfen in 12 Hütten eingesetzt, wobei ein Galeerenofen etwa 300 Retorten besaß. Die Gesamtproduktion von Vitriolöl in Böhmen betrug 1845 etwa 50.000 Zentner (entsprechend 2800 t).
Da das Verfahren teuer und umständlich war, wurde für die durch das Leblanc-Verfahren stark erhöhte Nachfrage eine Alternative gesucht und im 18. Jahrhundert mit dem Bleikammerverfahren entwickelt. Da mit diesem jedoch eine maximale Säurekonzentration von 78 % erreicht werden konnte, wurde das Vitriolverfahren für die Produktion von konzentrierter Säure und Oleum weiterhin verwendet. Erst mit dem Kontaktverfahren stand ab 1870 ein Verfahren zur Verfügung, mit dem auf deutlich billigere Weise die konzentrierte Säure gewonnen werden konnte.

## Verfahren
Das Verfahren beruht auf der Zersetzung von Sulfaten bei hohen Temperaturen und der Umsetzung des entstehenden Schwefeltrioxids mit Wasser zu Schwefelsäure. Dabei wurde in einem ersten Schritt durch hohe Temperaturen das Kristallwasser abgespalten und das zweiwertige Eisen mit Sauerstoff zu dreiwertigem oxidiert. Danach zersetzt sich das Eisen(III)-sulfat zu Eisen(III)-oxid und Schwefeltrioxid.
{\displaystyle \mathrm {6\ FeSO_{4}\cdot 7\ H_{2}O+O_{2}\longrightarrow 2\ Fe_{2}(SO_{4})_{3}+2\ FeO+42\ H_{2}O} }
Oxidation von Eisen(II)-sulfat
{\displaystyle \mathrm {Fe_{2}(SO_{4})_{3}\longrightarrow Fe_{2}O_{3}+3\ SO_{3}} }
Zersetzung von Eisen(III)-sulfat
Das entstandene Schwefeltrioxid wird nun mit Wasser zu Schwefelsäure umgesetzt.
{\displaystyle \mathrm {SO_{3}+H_{2}O\longrightarrow H_{2}SO_{4}} }